# Denean Howard-Hill
Denean Elizabeth Howard-Hill (née le 5 octobre 1964) est une athlète américaine spécialiste du 400 mètres. Ses trois sœurs ont été athlètes concourant dans les relais avec elle, sa sœur Sherri fut notamment médaillée d'or aux Jeux de Los Angeles. Elle obtient ses seules médailles mondiales et olympiques lors des relais 4 × 400 mètres.

## Carrière

### Palmarès
| Date | Compétition           | Lieu        | Résultat | Épreuve    | Performance   |
| ---- | --------------------- | ----------- | -------- | ---------- | ------------- |
| 1984 | Jeux olympiques d'été | Los Angeles | 1re      | 4 × 400 m  | 3 min 18 s 29 |
| 1987 | Championnats du monde | Rome        | 3e       | 4 × 400 m  | 3 min 21 s 04 |
| 1988 | Jeux olympiques d'été | Séoul       | 2e       | 4 × 400 m  | 3 min 15 s 51 |
| 1988 | Jeux olympiques d'été | Séoul       | 6e       | 400 mètres | 51 s 12       |
| 1992 | Jeux olympiques d'été | Barcelone   | 2e       | 4 × 400 m  | 3 min 20 s 92 |

### Records
| Épreuve    | Performance | Lieu  | Date              |
| ---------- | ----------- | ----- | ----------------- |
| 400 mètres | 49 s 87     | Séoul | 25 septembre 1988 |